# Lauben (Baixa Algóvia)
Lauben é um município da Alemanha, situado no distrito de Baixa Algóvia, no estado da Baviera. Tem 18,38 km² de área, e sua população em 2019 foi estimada em 1.372 habitantes.